# ソルティアンジュ魔法倶楽部
『ソルティアンジュ魔法倶楽部』（ソルティアンジュまほうくらぶ、Sortieange Mahou Club）は、2007年9月28日にmicroから発売された18禁恋愛アドベンチャーゲームである。

## ストーリー
主人公、森川小太郎の通う聖プリュム学園にどうにも覚えのない2人の美少女、久遠寺一葉、真央姉妹が現れる。そして彼女たちは、小太郎に「魔法倶楽部を作りましょう」と言った。すべては小太郎が有するある能力と、世界で起きつつある異変が関係することも知らずに、小太郎は魔法倶楽部での活動を始める。

### ソルティアンジュ魔法倶楽部
東京聖プリュム学園魔法倶楽部。ソルティアンジュ(Sortieange)とは魔法と天使を意味するフランス語からの造語であり、部長となった冴子が勝手に部室に付けた通り名である。当初は一葉と真央が（特に小太郎のために）誰にでもあるという魔法の力を鍛えるために設立を提案したもの。しかし対象が魔法だけでは部活として認めてもらえないと判断した冴子の提案により、錬金術等のこの世の神秘（超常現象）すべてを研究対象とした。というのも、しばらく前から学園上空には決して消えない光る雲が立ち昇っており、その謎がクラブの存在意義として説得力を持っていたからである。
設立当初のメンバーは小太郎・一葉・真央・冴子。さらに真琥の名も勝手に借りていたが、後に本人を無理矢理説得。また後にアスカが加入。最終的なメンバー構成と倶楽部の存続はヒロインのルートによって異なる。
最初は枯れた花を蘇らせる練習など地味なことをしていたが、冴子の加入がクラブの方向性を左右した。魔法に必要なこの世の神秘、その究極は生命の誕生すなわち男女の交わりにあるという自説を冴子は力説。魔法使いである一葉と真央はその理屈に納得し、以降、魔法倶楽部では小太郎に対するセクハラ行為が活動となっていく。

### 物語の背景と設定
本作の世界観はユダヤ伝承などにおけるセフィロトが踏襲されており、作中では「世界樹」とも呼称される。あるとき世界樹が「裏返し」になりはじめ、聖プリュム学園の上空に世界樹が姿を現そうとしていた。1つの小さな世界に世界樹全体は納まりきらないため、このままではビッグバンを起こし世界が破滅すると予想された。これを察知した3人の大天使はそれぞれ別々の部下を学園に送り込んでおり、3つのグループは別個に学園上空の光る雲（世界樹）を監視し、その顕現化を阻止しようとしていた。
一方、天使たちは人間の住む「物質界」へ来るためには人間の身体を実体化する必要がある（これを「受肉」と言う）。そのさい聖なる力が反転することで魔の力となり、「魔法使い」になる。魔法使いは「エーテル使い」とのある接触行為により力が反転し、天使本来の能力を発揮できるようになる。
このエーテル使いの「反転能力」を活用して世界樹の「裏返し」が阻止できないかと期待を寄せるグループがある一方で、エーテル使いの反転能力こそが世界樹を裏返らせている原因と主張して敵対行動するグループも存在した。

## システム
コマンド選択式の恋愛アドベンチャーゲーム。テレビアニメを意識した作りになっており、話ごとにオープニング・アイキャッチ・エンディング・次回予告が挟まれる。OP・予告などはムービーが使われている。ごく一部のみアニメが使われており、立ち絵が揺れ動いたりする。バッドエンドは無いとされ、どのような選択肢を選んでも誰かのルートを進めることができる。1プレイ12話程度で構成されるが、うち10話・11話・最終話（エピローグ）は5人のヒロインごとに異なるストーリーが用意されているため、合計24話のボリュームがある。

## 登場人物

### 主人公
森川 小太郎（もりかわ こたろう）
2年B組。名前の通りショタキャラで、メガネをかけた小柄でさえない少年。アスカからは幹久・龍彦とともに3バカと呼ばれている。裁縫ができ、日課は学園の花壇の手入れという、大人しく優しい性格。見た目が可愛くイジられやすい性格から、女装させられることもあった。あるとき一葉たちの助言のもとで不思議な力を発揮し、枯れた花を蘇らせたことが魔法倶楽部誕生のきっかけとなる。彼の魔法は四属性の上位に位置する第五の属性、エーテル使いという、とても希少で強いものだという。後に冴子の魔法薬で巨根にされてしまい、元に戻らなくなってしまう。

### メインヒロイン
久遠時 一葉（くおんじ かずは） / ユーフィニア
声：香澄りょう
何かわけありな様子だが今は話せないという謎の少女。小太郎の魔法の資質を見込み、自分たちと魔法の修行をしないかと持ち掛け、魔法倶楽部の結成を提案する。小太郎のクラスメート（2年B組）だが、実は魔法でそう思わせてクラスに潜り込んでいる魔法使い。いつの間にか七に代わって小太郎の隣の席になっていた。この地の人間ではないらしく、常識に疎い天然の傾向がある。癒しや防護などの風の魔法を使うが、怒ると怖い攻撃魔法も使う。
千石 アスカ（せんごく アスカ）
声：佐本二厘
小太郎の幼馴染で、気の強い性格だがそれなりに小太郎に気を掛けているツンデレ。1年生のころは3バカや七と友人グループを形成していたが、2年のクラス替えで1人だけ別のクラス（2年A組）になっている。現実主義で魔法には全く興味を示さないため、当初は魔法倶楽部にも否定的で関わりが無かった。一葉や真琥がいつの間にか小太郎のクラスに潜り込んでいたことに疑念を持ったことから魔法倶楽部に立ち寄る。その際、冴子に言いくるめられて入部してしまう。小太郎といるところを真琥に襲われたことがあり、同じように気の強い真琥としばしば対立する。
久遠時 真央（くおんじ まお） / パーツィヴァル
声：榎津まお
一葉の妹で、小太郎たちとは教育課程の異なる年下として学園に潜り込んでいる。そのため魔法倶楽部立ち上げ時には部活に必要な部員数には数えられなかったが、部活動自体は認められており、設立当初からの部員の1人である。人懐っこく、小太郎のことを「お兄ちゃん」と慕う。水の魔法を使い、小太郎が真琥に襲われたときは真っ先に駆け付けて応戦した。名前の似る真琥とは何かと対照的な存在で、ライバル関係でもある。
真琥・バルヒェット（まこ・バルヒェット） / メルキヴァルツァー
声：理多
一葉と同様にいつのまにか小太郎のクラスメートとして2年B組に潜り込んでいた謎の少女。「まこばる」・「まこちん」・「ばるひー」などと呼ばれており、なかなか本名を覚えてもらえない。突然現れて魔法で小太郎の命を狙うも、真央の妨害で失敗し、以後は隙をうかがうようにクラス内で小太郎を監視している。当然ながらクラスでは一匹狼的な浮いた存在だったが、体育祭を機に溶け込むようになる。一葉や真央とは知り合いらしく、本当は悪い娘ではないらしい。その後、冴子の策略により魔法倶楽部の幽霊部員となる。火の魔法を使うが、水の魔法を使う真央とは相性が悪く、負け続けている。
早狩 冴子（はやかり さえこ） / ユシエル
声：ヒマリ
3年B組。一葉の言う魔法倶楽部に興味を持ち、正式なクラブとして立ち上げた張本人。初代部長となる。いつも目を細めている年上のお姉さんタイプであり、真央からは（姉である一葉と区別して）大姉ちゃん呼ばわりされている。とにかくHな性分で、やたらとセクハラ発言が多い。また密かに腹黒い性格で、優しい語り口でありながら何故か強引な逆らえない雰囲気を醸し出す独特のキャラクター。小太郎もこの人には逆らえず玩具のごとくいいように扱われている。瀬里とは入学時からの友人で、彼女からはライバル視されているが、本人はそんな負けん気の強い瀬里を弄んで楽しんでいる。学園ではアイドル的存在で男子から人気がある。宮本璃々（みやもと りり）という名でグラビアアイドルをしていたこともある。地の魔法を使うが肉弾戦が得意で、支離滅裂な技名を叫ぶ。

### サブヒロイン
聖プリュム学園生徒会のメンバーたち。なお「生徒会」は公式サイトでは「学生会」に改められている。
伏見 瀬里（ふしみ せり）
声：民安ともえ
3年A組。生徒会長で高飛車なお嬢様キャラ。内部進学のため、冴子が入学する以前からの学園生である。何でも1番でないと気が済まない性格で、冴子をライバル視していることから魔法倶楽部を目の仇にしている。さらに冴子のお気に入り（というか玩具）となった小太郎をも狙っている様子。つり目でピンクの長髪をしており、デフォルメ時の容姿やきつい性格はルイズに似る（声は似ていない）。
逆瀬 七（さかせ なな）
声：藤咲ちま
もともと小太郎の隣の席だったクラスメート（2年B組）で、生徒会書記。冷静で無口なメガネっ娘。生徒会の頭脳で、成績はトップクラス。3バカやアスカは数少ない友達。幹久をバカにしているが、幹久とは何かと息が合う。小太郎にとっても大切な友人であり、しばしば2人は対立する生徒会と魔法倶楽部の橋渡しになっている。
万乗 鹿子（ばんじょう かのこ）
声：このえゆずこ
1年A組。生徒会会計で、ボクっ娘。瀬里のことが大好きで、彼女の命令となれば従順に職務をこなす。七のことも「お姉様」と慕っている。「ムダムダです」などと反復したり4文字に言い直すような口癖を持つ。真琥を「赤いの」、真央を「青いの」などと名前の知らない人を髪の色で呼ぶ。思い込みが激しく、しばしば冴子にからかわれている。

### サブキャラクター
国津 幹久（くにつ みきひさ）
声：永倉仁八
小太郎のクラスメート（2年B組）で友人。3バカの1人。七と同じく成績トップクラスで、メガネをかけたクール系の男だが、どこか普通でない思考の持ち主。
本間 龍彦（ほんま たつひこ）
声：河村眞人
小太郎のクラスメート（2年B組）で友人。3バカの1人。大柄な男で、いわゆる筋肉バカな単純な思考の持ち主。得意技はスクワットと料理。学園のアイドルである冴子に憧れている。
神貫（かんぬき）
龍彦よりも巨漢な現国教師。年配の男性。冴子のはからいで魔法倶楽部の顧問を引き受ける。新発田とは同期に採用された仲。
新発田（しばた） / ゼフォン
小太郎たち2年B組の担任をしている英語教師。男性。学園に来る前は建築会社に勤務し、学園の改修を担当していた。
妙子（たえこ）
2年A組で、アスカの隣の席の女生徒。噂話好き。

### 天使と堕天使
物語自体はほぼ学園内で完結しているが、一部の登場人物は天使の住む世界「創造界」の出身である。これに対し人間の住む世界は「物質界（アッシャー）」と呼ばれる。
第一世代（プリムス）
いわゆる大天使。強大すぎるため物質界へ来ること（受肉）ができず、創造界から物質界を見守っている。
メタトロン
ユシエルの上司で最上位に位置する至高の大天使。ケテルを統べる。しかし可愛い幼児の姿で気弱な喋り方をしており、部下であるはずのユシエルにいいようにあしらわれている。
サンダルフォン
ユーフィニア・パーツィヴァルらの出身地マルクトを統べる、彼女らの上司となる大天使。少年の姿をしている。なお地球はマルクトの物質界にある。
ガブリエル
ゼフォン・メルキヴァルツァーらの出身地イェソドを統べる、彼らの上司となる大天使。少女の姿をしている。彼女もユシエルに頭が上がらない。

第二世代（ドゥノス）
プリムスに次ぐ原初の天使で、受肉可能な天使の中では最強の力を持つ。
ユシエル
「処断の天使」と呼ばれ、堕天使の処刑などを行っている。物質界監視員として長年地上に派遣されており、現在は神貫の協力を取り付けてゼフォンの動向を探っている。イシュリエルやゼフォンとは元・親友だった。詳細は冴子を参照。
イシュリエル
物質界の番人として太古にゼフォンと共に物質界にやって来た偉大な天使。光（堕天使時は闇）の能力を使うほか、ユシエルに匹敵する肉弾戦能力を持っていた。地下に隠れたルシファーを見つけ出した功績から「神の発見」の異名を持ち、セフィロト（世界樹）の管理者でもあった。しかし人間に恋をしたことで天使の任務に背き、人間として死を迎えた。繰り返し転生を経た現在、その魂はあるヒロインに受け継がれている。
ゼフォン
物質界の番人としてイシュリエルと共に物質界にやって来た偉大な天使。現在は学園にいる。同郷イェソドから派遣された後輩メルキヴァルツァーを使って世界樹の監視と対策を試みている。しかし彼の判断によれば、小太郎の力が原因となって世界樹の顕現化を招いているのだという。詳細は新発田を参照。

第三世代
第六世代を作り出した世代。
ユーフィニア（通称ニア）
一葉を参照。

第五世代
ルシファーにより作り出された世代。
マスカレディオン
仮面の悪魔。いくつかの種類が見られ、容姿は怪物そのもの。本作におけるザコモンスターと考えて差し支えない。ルシファーのフォールダウン（堕天使化）と共にこの世代すべての天使が堕天使となったもので、第五世代妖魔と呼ばれている。

第六世代
反旗を翻した第五世代と戦うために作り出された若い世代。対多戦闘能力に特化されている。
パーツィヴァル
真央を参照。
メルキヴァルツァー
真琥を参照。

## スタッフ
- 原画 - 大浜あきひと
- シナリオ - 姫ノ木あく、和泉万夜、bridge

## 主題歌
オープニングテーマ「はじまりのソルティエール」
作詞：秋史恭 / 作・編曲：six-notes / 歌：Rita
エンディングテーマ「あなたがわたしの光だから」
作詞：秋史恭 / 作・編曲：six-notes / 歌：Karin